# Ahatnik
Ahatnik (znanstveno ime Achatina fulica) je vrsta velikega kopenskega polža iz družine ahatnih polžev (Achatinidae), ki diha s pljuči. Meri lahko do 30 cm pri iztegnjenem telesu. Izvira iz vzhodne Afrike, naselili pa so ga v številne predele južne Azije. Ponekod povzroča veliko škodo.

## Podvrste
- Achatina fulica rodatzi Dunker, 1852
- Achatina fulica sinistrosa Grateloup, 1840
- Achatina fulica umbilicata Nevill, 1879